# PGC 139943
LEDA/PGC 139943 ist eine BL-Lacertae-Objekt im Sternbild Drache am Nordsternhimmel. Sie ist schätzungsweise 2,2 Milliarden Lichtjahre von der Milchstraße entfernt.

Im selben Himmelsareal befinden sich die Galaxien NGC 4481, NGC 4510, NGC 4512, NGC 4545.